# Pinkasówka
Pinkasówka (Pod Kamienny, Bukowa) – potok, prawobrzeżny dopływ Wisły o długości 1,65 km i powierzchni zlewni 1,48 km².
Potok płynie w Paśmie Równicy w Beskidzie Śląskim. Cały bieg potoku znajduje się na terenie miasta Wisła. Źródła na wysokości ok. 600 m n.p.m. na stokach góry Tokarnia (710 m n.p.m.). Spływa głęboką dolinką, ograniczającą od południa masyw Bukowej. Uchodzi do Wisły na wysokości ok. 420 m n.p.m., na wprost dworca autobusowego w Wiśle.
Nazwa potoku pochodzi od położonego w jego dolince jednego ze starszych przysiółków wiślańskich – Pinkasowie. Nazwa przysiółka pojawiła się na oficjalnych mapach dopiero w latach międzywojennych, jednak niejaki Jakub Pinkas był wzmiankowany w urbarzu Komory Cieszyńskiej już w 1755.